# فرناندو غولن
فرناندو غولن (بالإسبانية: Fernando Guillén Iglesias)‏ هو مبارز بالسيف إسباني، ولد في 1895 في برشلونة في إسبانيا، وتوفي في 1925.

## وصلات خارجية
- فرناندو غولن على موقع اللجنة الأولمبية الدولية (الإنجليزية)
- فرناندو غولن على موقع أوليمبيديا (الإنجليزية)